# Артёмовский городской исторический музей
Артёмовский городской исторический музей — исторический музей города Артёмовского Свердловской области.
Экспозиционно-выставочная площадь 320 м², временных выставок 80 м², фондохранилищ 15 м². Кроме традиционных экскурсий, лекций, проходят детские праздники, культурные мероприятия и встречи для взрослых, заседания клубов по интересам. Среднее количество посетителей в год: 8000. Первоочередные задачи: укрепление материально-технической базы музея, приобретение экспозиционно-выставочного оборудования, проведение экспедиции по району с целью пополнения фондов музея, реставрация экспонатов.

## История
Артёмовский городской исторический музей основан в 1967 году, открыт для посетителей в 1969 году, первым директором был Антропов Иван Иванович. С 1978 года начинается второй важный этап в жизни музея — его возрождение. Собиранием фондов и организацией новой исторической экспозиции, открывшейся в 1982 году, занималась Мартынова Ольга Марковна (ныне — Почётный гражданин города Артёмовского, автор нескольких краеведческих книг).
В 1984 году работа музея была высоко оценена, а музей получил звание «народный». С 1989 года музей стал государственным, с 1997 года — муниципальным учреждением. В январе 1996 года в музее открылся новый выставочный зал площадью 111 квадратных метров. Это позволило вывести культурно-просветительскую деятельность музея на новый уровень, а музей стал играть роль историко-культурного центра.
Историческая экспозиция состоит из следующих разделов:
- «Живая старина» — коллекция мебели в стиле «модерн» XIX—XX вв.: буфет, украшенный резьбой с коллекцией старинной фарфоровой посуды, диван, обтянутый крокодиловой кожей, книжный шкаф с дореволюционными изданиями, дамский туалетный столик, ломберный столик, настенные часы фирмы «Братья Четуновы», зеркало в резной раме;
- «Гражданская война в Егоршино: красные и белые» — предреволюционный и революционный периоды, гражданская война, оборона ст. Егоршино, боевой путь полка «Красные Орлы», Камышловского полка, советская история 1920-30-х гг., товарищ Артём — советский государственный деятель, именем которого назван город;
- «И в труде, и в бою. Артёмовцы в тылу и на фронтах Великой Отечественной войны» — наши земляки-Герои Советского Союза, полные кавалеры Ордена Славы, военно-санитарный поезд № 227, предприятия тыла, «Храм памяти» А. Н. Каргаполова;
- «Морской славой овеянные…» — участник Петергофского десанта П. Л. Добрынин и гидроакустик подводной лодки «К-21» А. А. Сметанин, модели современных военных и старинных парусных кораблей, морская военная форма, подлинные вещи с корабля: пеленгатор, средства связи, рында;
- «Сокровища земли»- коллекция минералов и ископаемых останков древних животных (мамонтов), окаменелостей (яйцо динозавра, морские лилии), фото памятников природы Артёмовского района.

## Экскурсии
- Обзорная экскурсия по музею — знакомство с историей поселения Егоршино, выставкой мебели конца XIX-начала XX веков в стиле модерн, событиями гражданской войны в Егоршино, участием артёмовцев в Великой Отечественной войне, выставкой «Сокровища земли» о памятниках природы и геологических находках, выставкой «Морской славой овеянные…» — о героях-моряках, выставкой «Кипела волна штормовая…» о событиях Февральской революции в России Возрастная группа любая.
  - В Егоршинской избе
  - Революция и гражданская война в Егоршино
  - Герои фронта и тыла
  - Сокровища земли
  - Живая старина
- Экскурсии по сменным выставкам

## Выезды и выставки
- Выставка изобразительного и декоративно-прикладного искусства мастеров Артёмовского района. Город Алапаевск, 1995 г.

Выездные и обменные выставки
«Выставка изобразительного и декоративно-прикладного искусства мастеров Артёмовского района». Живопись, графика, батик, берёста, резьба по дереву, изделия из лозы, керамика и т. д.

## Экспонаты
Наиболее ценные и уникальные
- Коллекция материалов по теме «Жертвы политических репрессий 1930—50-х годов»
- Коллекция материалов о мастере микроминиатюры Александре Матвеевиче Сысолятине
- Письма периода Великой Отечественной войны
- Газеты из партизанского отряда

## Музейные клубы
- Фотоклуб «Пилигрим»
- Клуб «Рукодельница»
- Клуб «Коллекционер»
- Клуб «Музейщик»
- «Клуб любителей истории»

## Туристические маршруты
- Загадки Мантурова камня
- К Мирону в гости
- Владения Саввы Яковлева
- Под Покровом Богородицы
- На пути к святому Симеону
- Артёмовские святыни: от разрушения к возрождению

## Местные достопримечательности
Памятники природы областного значения (Мантуров Камень, Писаный камень, Калининский ключ, Шайтанская канава, Белое озеро). Памятники истории (Монумент артёмовцам, ковавшим Победу на фронте и в тылу, Монумент морской славы, памятник Артёму (Сергееву Федору Андреевичу, в честь которого носит имя город Артёмовский), памятник артёмовцам-пограничникам, закладной камень на месте будущего памятника артёмовцам — участникам локальных конфликтов XX века, закладной камень на месте будущего памятника жертвам политических репрессий Артёмовского района).
Памятники архитектуры — здания церквей (в селе Шогрыш — во имя святого Николая Мирликийского, в селе Мироново — во имя Георгия Победоносца, в селе Покровском — во имя Покрова Пресвятой Богородицы, в селе Родники — во имя Вознесения Господня и др.)

## Поблизости имеются
Гостиницы, места общественного питания, аптеки, здравпункты, заправочные станции, банкоматы

## Статус
Муниципальное бюджетное учреждение культуры

## Организационно-правовая форма
Некоммерческое учреждение

## Классификация организации
Естественнонаучная, историческая, краеведческая, художественная

## Площади организации
- Экспозиционно-выставочная 205 м²
- Фондохранилищ 40 м²

## В структуре организации имеются
Научная библиотека, полиэкран, художественный салон

## Адрес и режим работы
Музей находится по адресу: 623750, Свердловская область, город Артёмовский, ул. Ленина, 26. Попасть в музей можно из Екатеринбурга поездом до станции Егоршино либо автобусом до города Артёмовского, далее до остановки «Ул. Ленина».
Музей работает ежедневно с 10.00 до 18.00, кроме пятницы и субботы. Воскресенье — с 10.00 до 15.00. 

Справки можно получить по телефону +7 34363 24495.